# Neodictyophara nasuta
Neodictyophara nasuta är en insektsart som beskrevs av William Lucas Distant 1910. Neodictyophara nasuta ingår i släktet Neodictyophara och familjen Dictyopharidae. Inga underarter finns listade i Catalogue of Life.